# زندگی (فیلم ۱۹۸۴)
«زندگی» (انگلیسی: Life (1984 film)) فیلمی در ژانر درام است که در سال ۱۹۸۴ منتشر شد.
زندگی (به چینی: 人生؛ پینیین: رن شنگ) یک فیلم درام چینی محصول ۱۹۸۴ به کارگردانی وو تیانمینگ است. این فیلم به عنوان ورودی چینی برای بهترین فیلم خارجی زبان در پنجاه و هفتمین دوره جوایز اسکار انتخاب شد، اما به عنوان نامزد پذیرفته نشد.